# Верхние Гаи
Верхние Гаи (укр. Верхні Гаї) — село в Дрогобычской городской общине Дрогобычского района Львовской области Украины.
Население по переписи 2001 года составляло 1039 человек. Занимает площадь 2,4 км². Почтовый индекс — 82169. Телефонный код — 3244 95.

## История
В 1946 г. указом ПВС УССР село Гай Вижняя переименовано в Верхний Гай.